# Culture de Provence-Alpes-Côte d'Azur

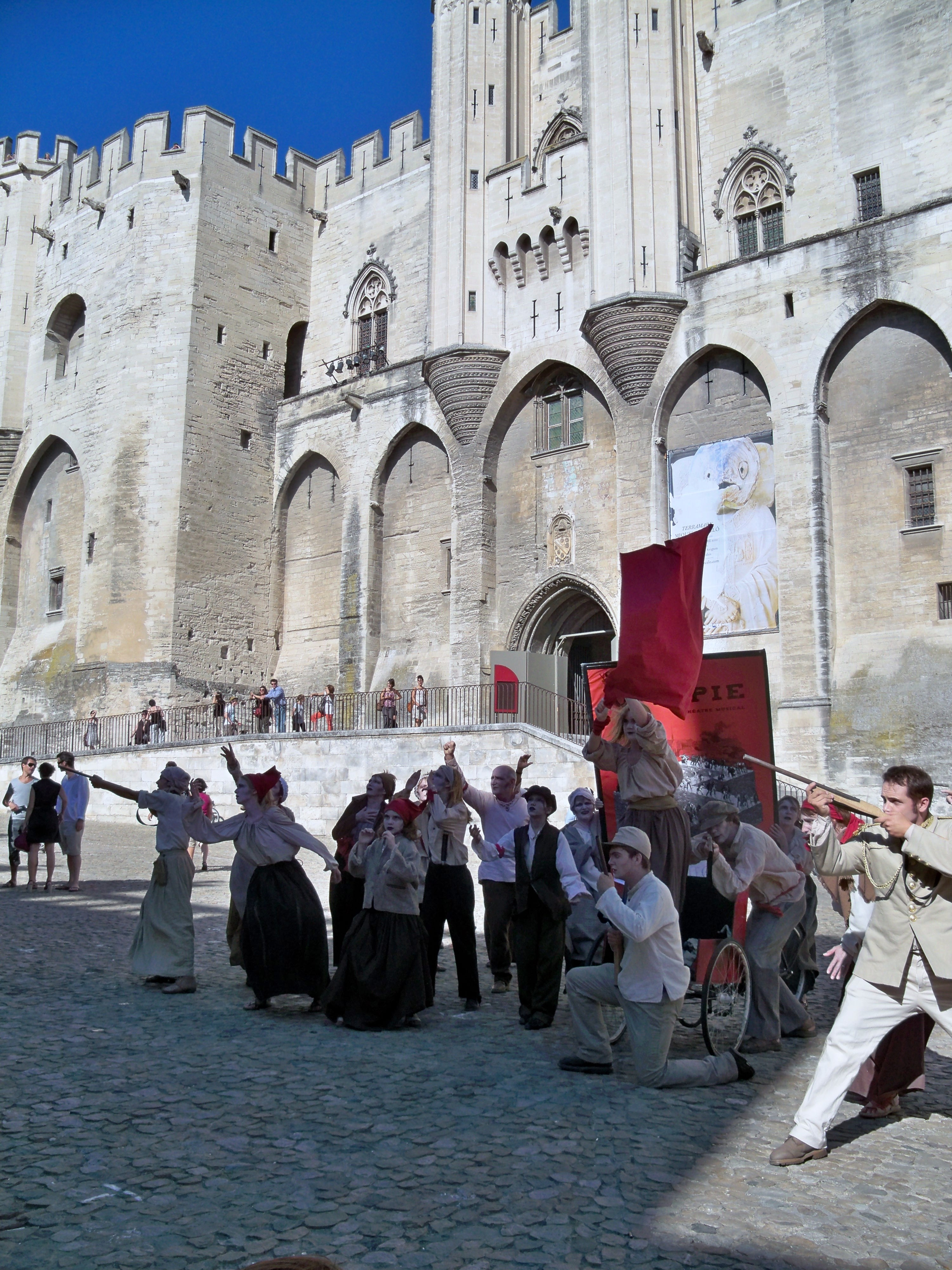
Parade devant le palais des papes d'Avignon, lors du Festival 2010

La culture provençale, outre sa partie traditionnelle liée à sa langue (pastorale provençale) et à ses traditions (crèche de Noël, santons, pétanque) couvre tous les domaines artistiques. La littérature s'y est illustrée avec des auteurs comme Frédéric Mistral, Jean Giono, René Char ou Francis Gag. La lumière du ciel provençal a inspiré beaucoup parmi les plus grands peintres, de Paul Cézanne à Auguste Renoir, de Vincent van Gogh à Pablo Picasso, des photographes comme Lucien Clergue, Bernard Faucon, Willy Ronis, Bernard Plossu ou Hans Silvester. La première salle de cinéma y fut ouverte, et celui-ci s'illustra avec des réalisateurs comme les frères Lumière ou Marcel Pagnol, des acteurs comme Raimu ou Fernandel et trouve son apogée chaque année lors du Festival de Cannes. De plus la région est devenue la terre des festivals, avec le Festival d'Avignon; le Festival international d'art lyrique d'Aix-en-Provence, les Chorégies d'Orange et les  Choralies de Vaison-la-Romaine, etc. Le Carnaval de Nice est de renommée internationale et constitue l'un des événements majeurs de la saison hivernale.

## Langue

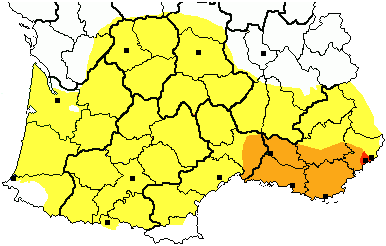
Le dialecte provençal (orange) dont le niçois (rouge) dans la langue occitane (jaune)

La langue propre de la Provence est la langue d'oc, que les Provençaux désignent le plus souvent comme provençal, voire improprement patois, plus rarement comme occitan ou langue d’oc. Les variétés parlées en Provence sont : le vivaro-alpin au Nord et le provençal au Sud (composé du maritime, du rhodanien et du niçois, forme archaïque du provençal la plus proche de la langue originelle des troubadours). La distance entre provençal stricto sensu et vivaro-alpin est récusée par nombre de partisans du provençal comme langue distincte de l'occitan ; ceux-ci utilisent le concept de langue polynomique, tiré de l'exemple du corse pour justifier cette variété. Enfin, il existe un fort particularisme local estimant que le niçois est une entité occitane à part entière, sœur du provençal.

## Traditions

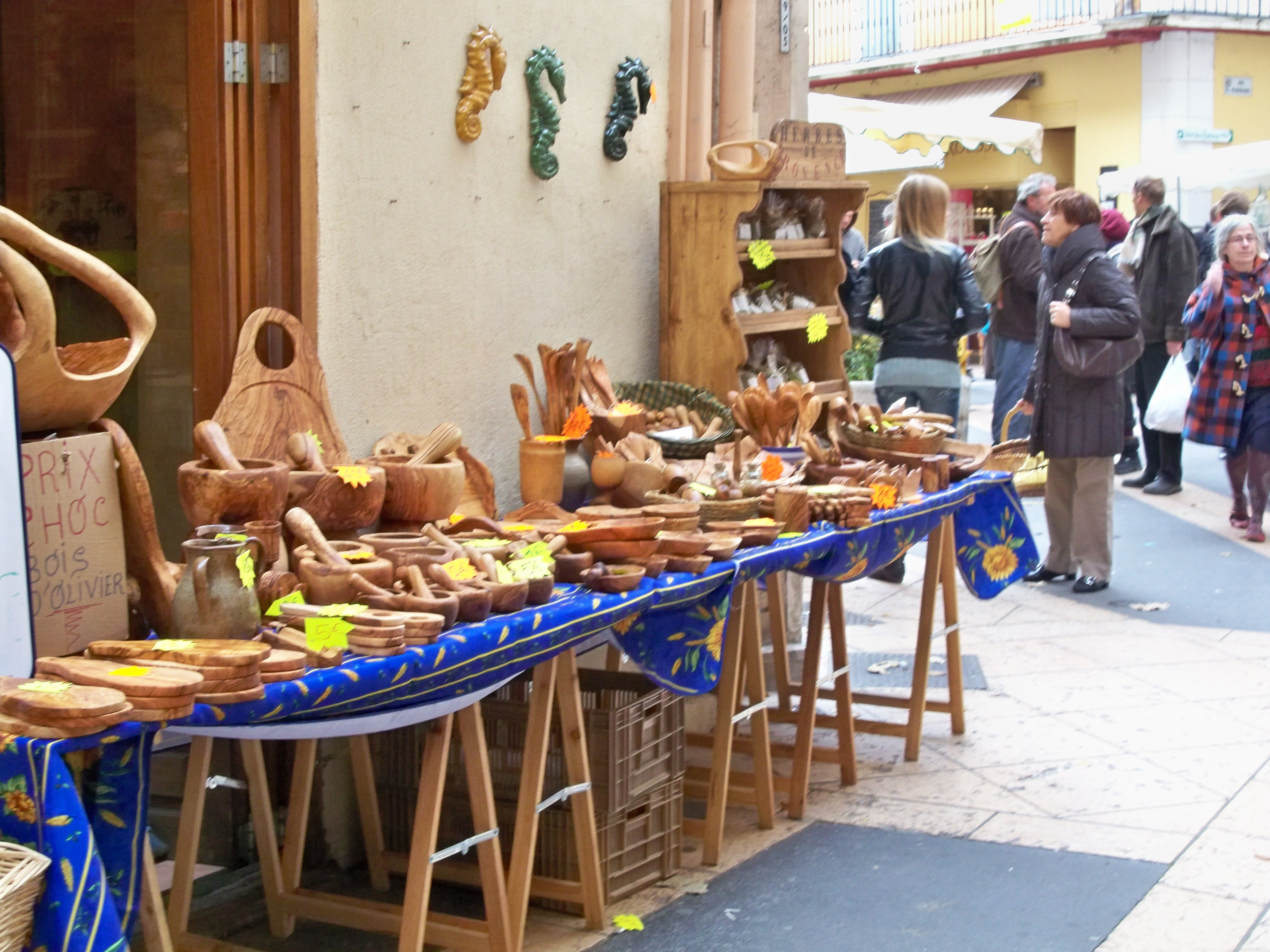
Articles en bois d'olivier sur le marché d'Apt

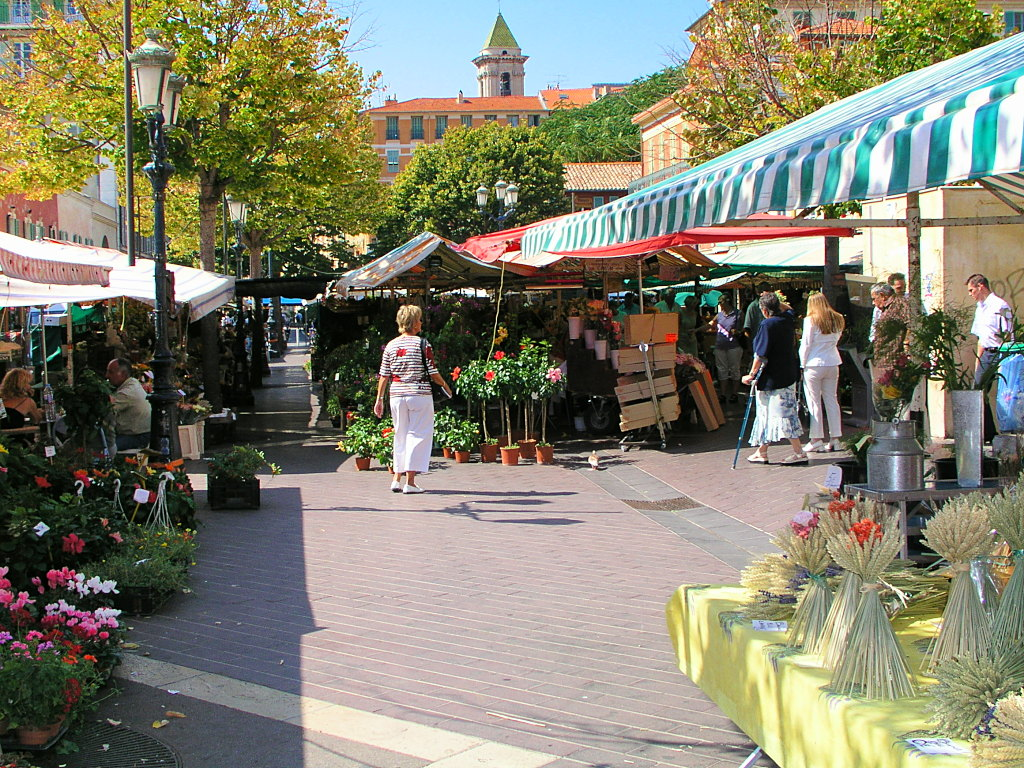
Le Cours Saleya, le marché aux fleurs et légumes du Vieux-Nice

### Cultures locales et traditions
Tradition Provençale
Farandole
Pastorale provençale
Crèche de Noël
Blés de la Sainte-Barbe
Santon de Provence
Pétanque
Pilou
Savon de Marseille
Tarot de Marseille
Vin cuit
Les Musiciens de Provence 

### Marchés de Provence
Marché d'Apt
Marché couvert de Menton
Marché du Cours Saleya à Nice
Foire de la Saint-Siffrein

### Littérature
De nombreuses œuvres littéraires évoquent la région dont l'œuvre littéraire (mais aussi théâtrale et cinématographique) de Marcel Pagnol. Ses Souvenirs d'enfance, par exemple (La Gloire de mon père, Le Château de ma mère, etc.), se déroulent principalement à Marseille et dans les collines environnantes, de même que le diptyque L'Eau des collines. On peut noter aussi les nouvelles qui composent les Lettres de mon moulin d'Alphonse Daudet et qui se situent pour la plupart dans les environs de Beaucaire (20 km à l'est de Nîmes et en face de Tarascon), et reprennent parfois des récits tirés du folklore provençal.
De nombreuses autres œuvres s'inspirent ou racontent la Provence, les Alpes du sud ou encore le territoire de l'ancien comté de Nice et dont les auteurs sont Frédéric Mistral, Paul Arène, Joseph Roumanille, René Char, Théodore Aubanel, Clovis Hugues, Henri Bosco, Thyde Monnier, Marie Mauron,  Élisabeth Barbier, Yvan Audouard, Pierre Magnan, Jean-Yves Royer, Jean Giono, Francis Gag et bien d'autres !

### Peinture, dessin, sculpture

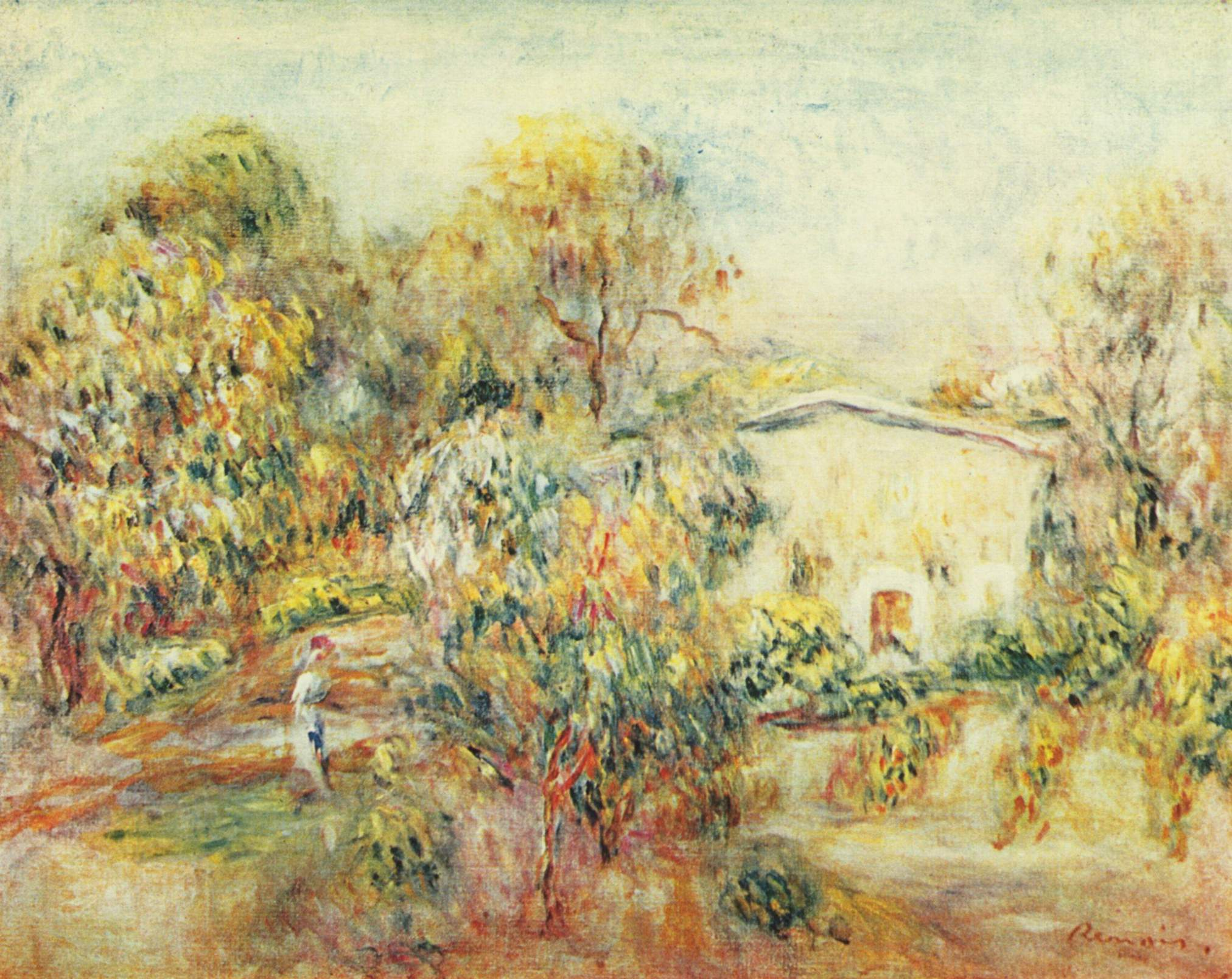
Cagnes-sur-Mer Auguste Renoir
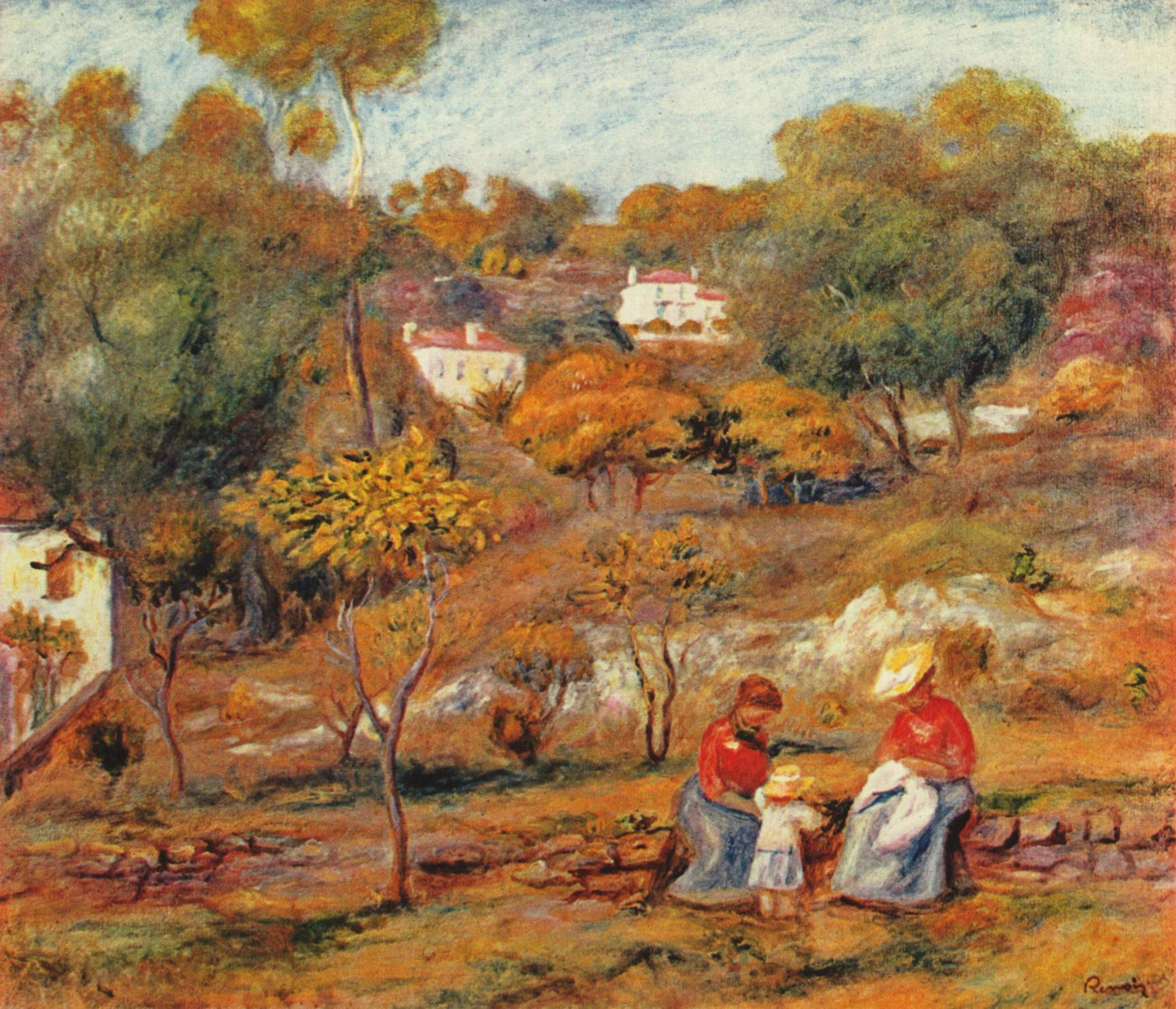
Paysage près de Cagnes Auguste Renoir
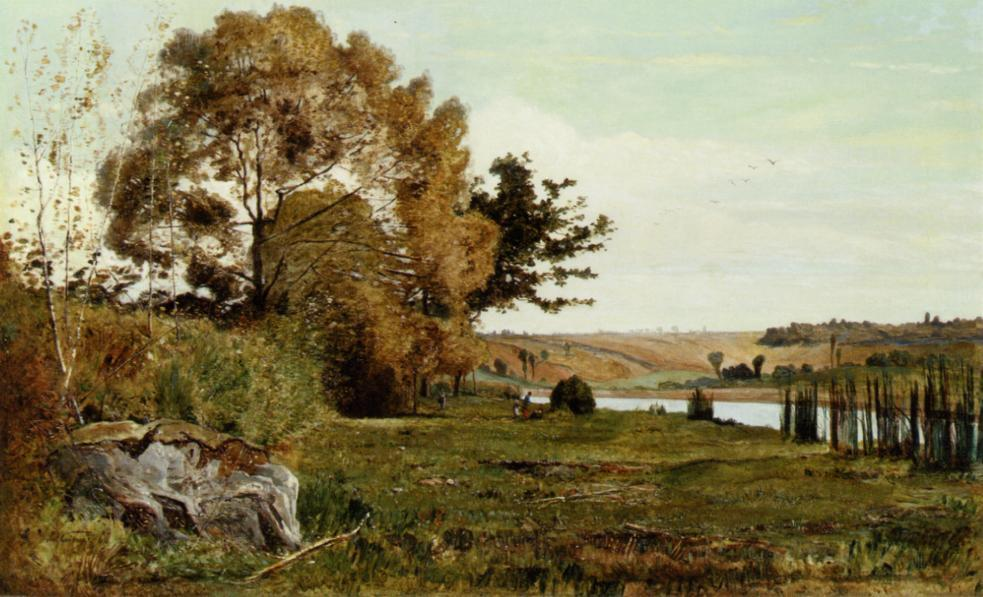
Matinée d'automne Paul Guigou (1865)
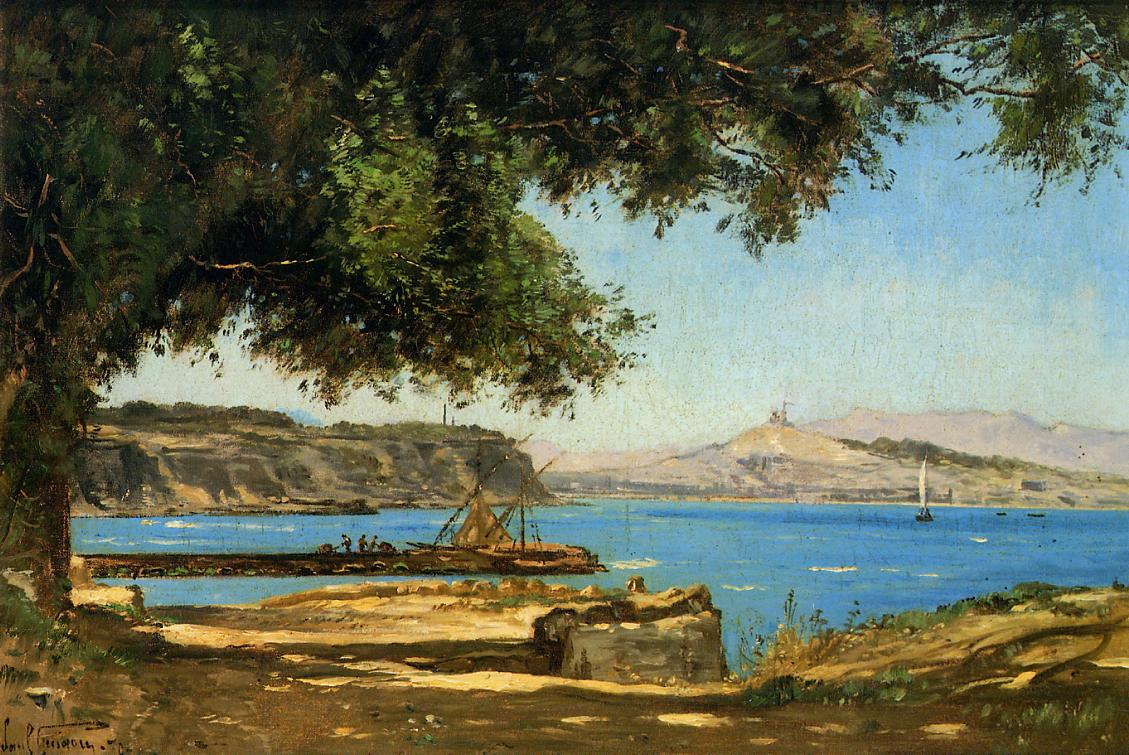
Tamaris à Saint-André, près de Marseille Paul Guigou (1871)

- Pierre Parrocel (° 1670 – † 1739) - Peintre
- Claude Joseph Vernet (° 1714 – † 1789) - Peintre
- François Marius Granet (°1775 – † 1849) - Peintre
- Antoine Roussin (° 1819 – † 1894) - Peintre
- Édouard-Auguste Imer (° 1820 – † 1881) - Peintre
- Pierre Grivolas (° 1823 – † 1906) - Peintre
- Paul Guigou (1834 – † 1871) - Peintre
- Paul Cézanne (°1839 – † 1906) - Peintre
- Auguste Renoir (°1841 – † 1919) - Peintre
- Antoine Grivolas [° 1843 – † 1902] - Peintre
- Vincent van Gogh (°1853 – † 1890) - Peintre
- Paul Saïn (° 1853 – † 1908) - Peintre
- Henri Matisse (°1869 – † 1954) - Peintre
- Raoul Dufy (°1877 – † 1953) - Peintre
- Auguste Roure (° 1878 – † 1936) - Peintre
- Pablo Picasso (°1881 – † 1973) - Peintre
- Auguste Chabaud (°1882 – † 1955) - Peintre et sculpteur
- Alfred Lombard (°1884 – † 1973) - Peintre
- Marc Chagall (°1887 – † 1985) - Peintre
- Victor Crumière (° 1895 - † 1950) - Peintre
- Louis Fernez (° 1900 - † 1984) - Dessinateur
- Michel Trinquier (° 1931) - Peintre
- Jules Chéret (° 1836 - † 1932) - Dessinateur, peintre et lithographe

Vincent van Gogh - Paul Cézanne

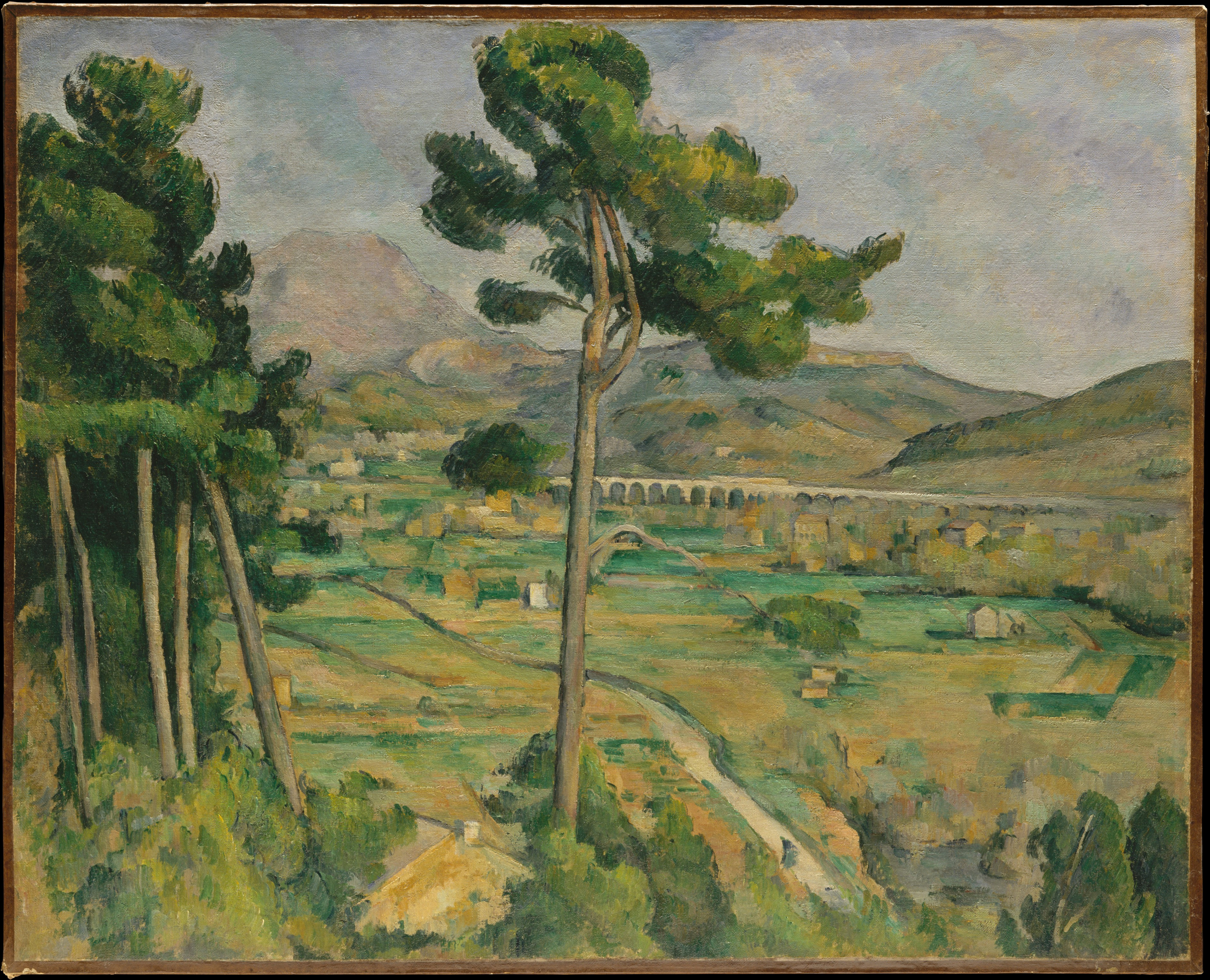
La Sainte-Victoire, Paul Cézanne (1882-1885)
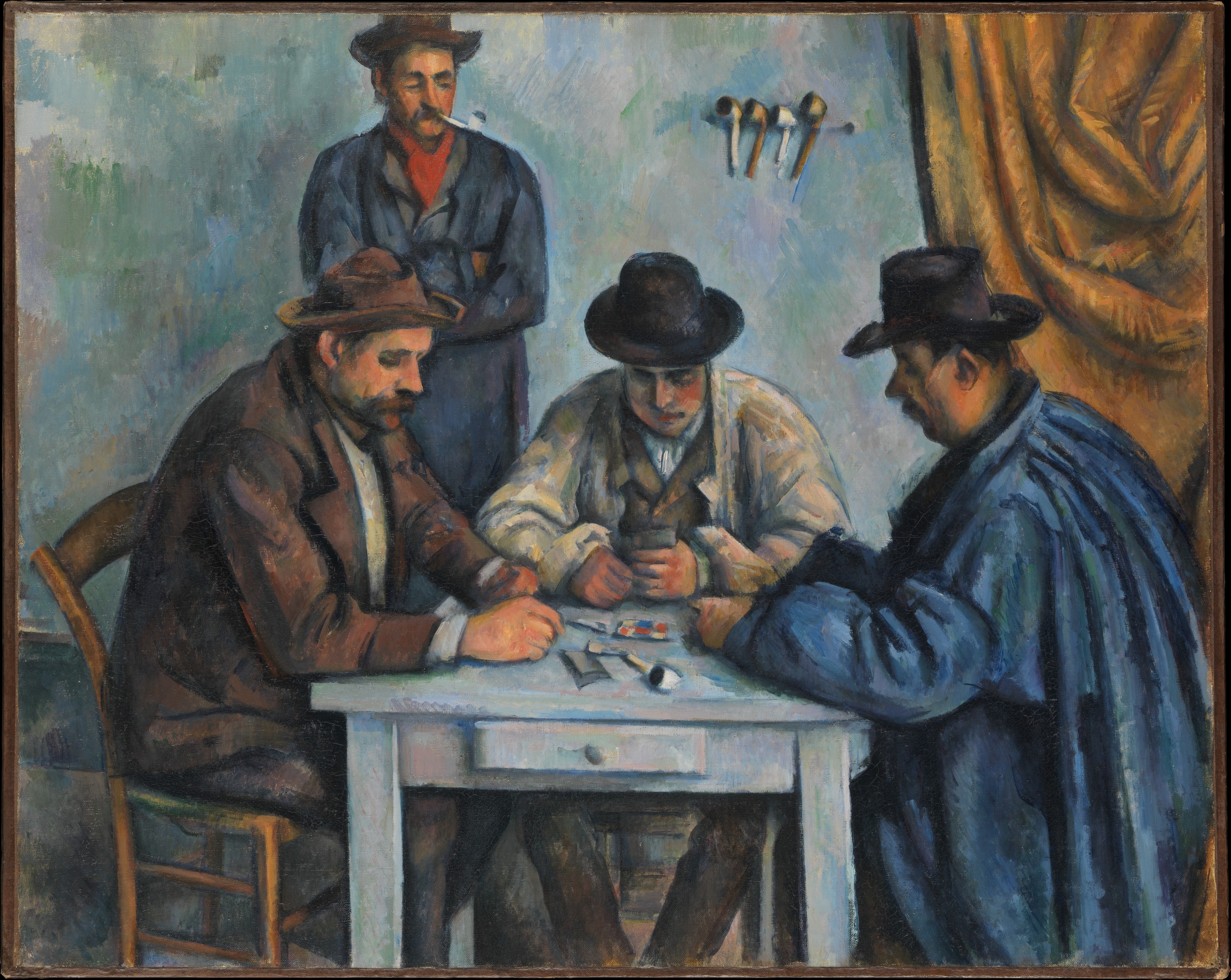
La partie de cartes Paul Cézanne (1882-1883)
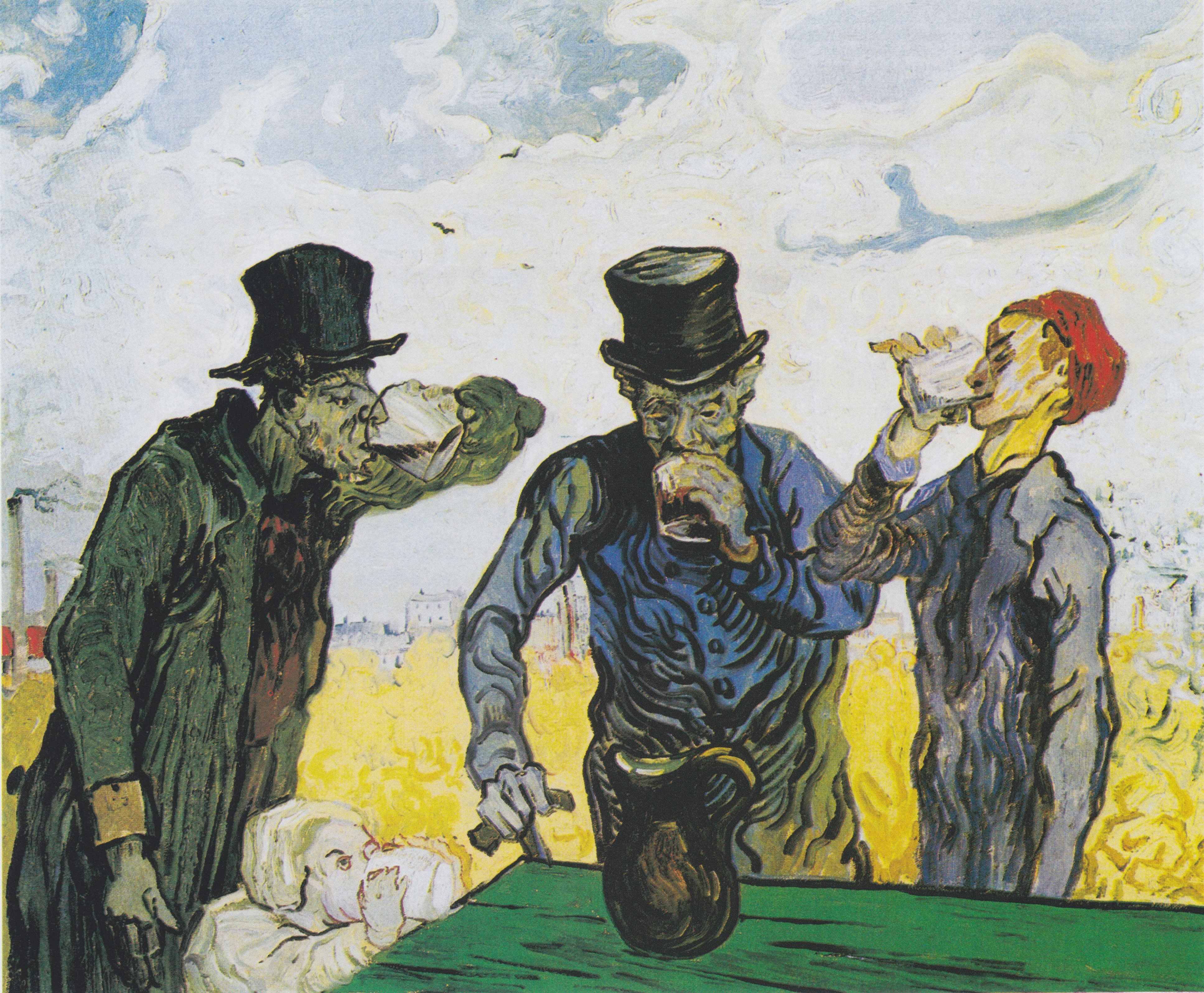
Les buveurs Vincent van Gogh, février 1890
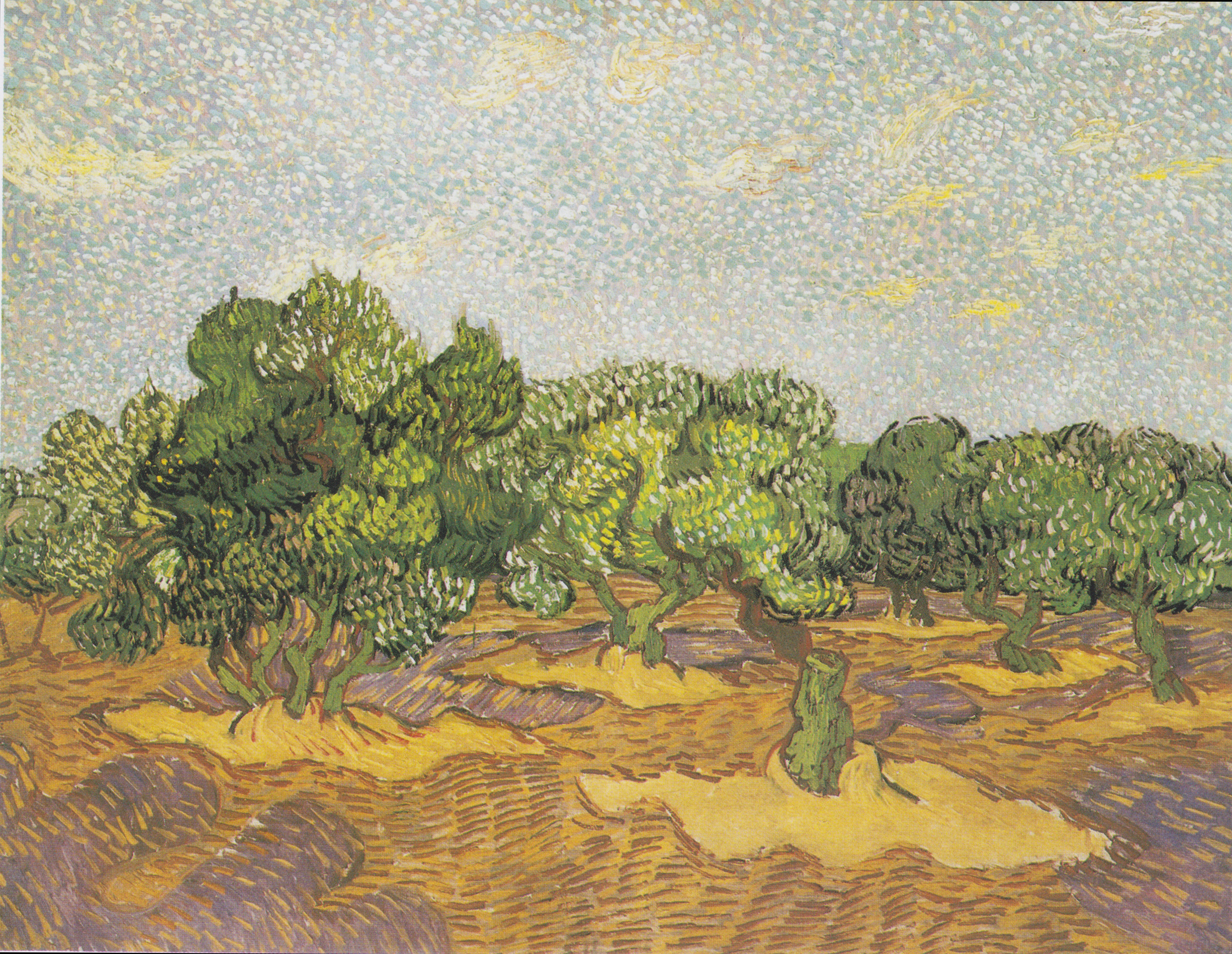
Verger d'olivier Vincent van Gogh, novembre 1889

Auguste Renoir - Paul Guigou
- Cagnes-sur-Mer
Auguste Renoir
- Paysage près de Cagnes
Auguste Renoir
- Matinée d'automne
Paul Guigou (1865)
- Tamaris à Saint-André, près de Marseille
Paul Guigou (1871)

- Groupe des Treize

Clément Brun (° 1868 – † 1920) - Peintre, fondateur du groupe
Jules Flour (° 1864 – † 1921) - Peintre
Joseph Meissonnier (° 1864 – † 1943) - Peintre
Claude Firmin (° 1864 – † 1944) - Peintre
Alfred Lesbros (° 1873 – † 1940) - Peintre
Louis Agricol Montagné (° 1879 – † 1960) - Peintre
Jean-Pierre Gras (° 1879 – † 1964) - Sculpteur
Alfred Bergier (° 1881 – † 1971) - Peintre
Joseph Hurard (° 1887 – † 1956) - Peintre

### Cinéma

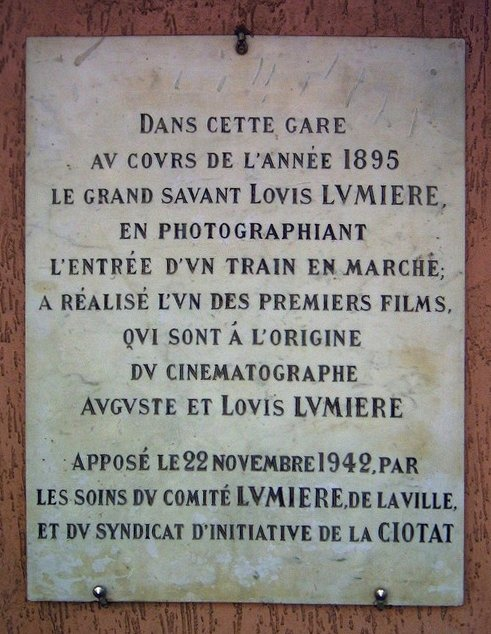
Plaque commémorant le tournage du film L'Arrivée d'un train en gare de La Ciotat, apposée en 1942 dans le hall de la gare

Les frères Lumière, qui possédaient une belle maison à La Ciotat, dans les Bouches-du-Rhône, y réalisèrent leurs premières œuvres cinématographiques avec celles tournées à leur usine de Lyon : L'Arrivée d'un train en gare de La Ciotat, L'Arroseur arrosé. La première salle de cinéma de l'histoire, L'Éden, se situe à La Ciotat. L'Éden est toujours présent et est classé monument historique. Un comité de soutien présidé par Bertrand Tavernier est en cours pour sa réhabilitation. La première projection publique du cinématographe y eut lieu le 28 septembre 1895. Michel Simon tombera amoureux de cette ville et y achètera une maison devenue propriété de la commune et siège de l’association « Les Amis de Michel Simon ». La Provence a connu bien d'autres aventures avec ces précurseurs du cinéma. Le matériel d'Auguste et Louis Lumière, à l'arrivée de la Première Guerre mondiale, a été sauvegardé dans une maison de Signes (Var). Marseille a eu ses studios de cinéma. De nombreux films ont été réalisés dans les villes et villages. Le fameux Napoléon d'Abel Gance a été tourné en Cinérama, l'ancêtre du CinemaScope, en 1927 à La Garde (Var). En 1935, sort Toni, réalisé et tourné à Martigues par Jean Renoir, film instigateur du cinéma néoréaliste italien. La Femme du boulanger, de Marcel Pagnol, tourné au village de Le Castellet, est le plus connu des années de l'entre-deux-guerres. Il est resté sept ans à l'affiche à New York. C'est en 1946 qu'Orson Welles, désirant faire la connaissance de Raimu, vient à Toulon, ville natale du célèbre acteur provençal. Il rencontre Marcel Pagnol qui lui annonce qu'il arrive une semaine trop tard. Orson Welles dira : « C'est dommage car il était le plus grand de nous. ». Alfred Hitchcock, quant à lui, tourna en 1955 La main au collet dans la région niçoise. La région, depuis le début du cinéma, possède une histoire très riche et l'activité dans ce domaine continue, en regrettant toutefois la mise en sommeil des Studios de la Victorine à Nice. Les tournages, les festivals, principalement le Festival de Cannes, le plus connu mondialement, font que la région est devenue une plaque tournante essentielle du 7e art.

### Musique
- Olivier Messiaen
- Valentin Sardou, Félix Mayol
- Vincent Scotto, Fernand Sardou, Fernandel, Alibert, René Sarvil,
- Yves Montand, Gilbert Bécaud, Mireille Mathieu
- IAM, Massilia Sound System, Soprano

La région a été le lieu de formation de jazzmen comme Michel Petrucciani et Jean-Pierre Jackson, Elle participe au financement de formations importantes dont l'orchestre régional de Cannes-Provence-Alpes-Côte d'Azur, l'Orchestre régional Avignon-Provence ou le chœur régional Provence-Alpes-Côte d'Azur, créé en 1989, sous la direction de Michel Piquemal. Cent chanteurs issus des six départements de la région, répartis au sein de deux formations distinctes : le Vocal Côte d'Azur, dirigé par Nicole Bianchi, basé à Cagnes-sur-Mer et le Vocal Provence, sous la direction de Vincent Recolin, situé à Aix-en-Provence.

### Photographie
Dans la région ont exercé leurs talents Willy Ronis, Bernard Faucon, Bernard Plossu, Hans Silvester, Charles Bartésago, Firmin Meyer, Mario Atzinger et Lucien Clergue, fondateur des Rencontres d'Arles.

### Une terre de festivals
- Musique
  - Aix-en-Provence : Festival international d'art lyrique d'Aix-en-Provence, Festival de la chanson française du Pays d'Aix
  - Arles : Les Suds
  - Bédoin : Crions Z'Ensemble
  - Briançon : Festival de musique de chambre
  - Juan-les-Pins : Jazz à Juan
  - Forcalquier : Rencontres musicales de Haute-Provence
  - Marseille : Métis ta zik, Marsatac, Festival Jazz des Cinq Continents, Fiesta des suds
  - Martigues : Festival de Martigues
  - Menton : Festival de Musique de Menton
  - Molines-en-Champsaur : Festival de Molines-en-Champsaur
  - Montfort (Alpes-de-Haute-Provence) : Festival de Montfort
  - Nice : Nice Jazz Festival, Polytech' Festival
  - Orange : Chorégies d'Orange
  - Les Pennes-Mirabeau : Prog'Sud
  - Porquerolles : Jazz à Porquerolles
  - Salon-de-Provence : Festival international de musique de Salon-de-Provence
  - Seillans : Musiques-Cordiale Festival Musiques en Liberté
  - Simiane-la-Rotonde : Festival international de musique ancienne
  - Sisteron : Nuits de la Citadelle
  - Six-Fours-les-Plages : Les Voix du Gaou
  - Vence : Nuits du Sud
  - Venelles : Festival Off and Back
  - Vitrolles : Charlie Jazz Festival
- Théâtre
  - Avignon : Festival d'Avignon
  - Cavalaire-sur-Mer : Festival des Tragos
  - Ramatuelle : Festival de Ramatuelle
- Photographie
  - Arles: Rencontres d'Arles
- Cinéma
  - Cannes: Festival de Cannes
  - Draguignan: Festival du court-métrage
- Chant choral
  - Vaison-la-Romaine : Choralies
- Danse
  - Avignon : Hivernales d'Avignon
- Gastronomie
  - Mougins : Festival international de la gastronomie